# Petrophassa rufipennis
Petrophassa rufipennis là một loài chim trong họ Columbidae.